# Ariadna boliviana
Ariadna boliviana là một loài nhện trong họ Segestriidae.
Loài này thuộc chi Ariadna. Ariadna boliviana được Eugène Simon miêu tả năm 1907.